# العلاقات المغربية الفرنسية
تمثل العلاقات المغربية الفرنسية جل العلاقات السياسية والاقتصادية والثقافية بين المغرب وفرنسا. والتي تعتبر علاقات قديمة للغاية حيث رجحت بعض المصادر التاريخية عن وصول سفارة للأدارسة إلى قصر شارلمان في فرنسا. حاليا تتواجد سفارة فرنسا في الرباط بينما للمغرب سفارة في باريس.

## التاريخ

### المبادلات التجارية الأولى (القرن الثامن)

الدولة المرابطية في أقصى امتدادها

إثر هيمنة المسلمين على شبه الجزيرة الإيبيرية بقيادة القائد طارق بن زياد عام 711م أقدمت القوات العربية والأمازيغية بغزو جنوب فرنسا خلال القرن الثامن لتصِل إلى بواتييه وواد الرون وأفينيون وليون، أسفرت المعركة بانتصار القوات الفرنسية وانسحاب جيش المسلمين بعد مقتل قائده عبد الرحمن الغافقي في معركة بلاط الشهداء سنة 732م.
تَلتها لاحقا بعض التبادلات الثقافية بين الطرفين خلال القرن العاشر إبان تمدد الإمبراطورية المرابطية. سافر الراهب الفرنسي جيربرت دورياك والذي أصبح سلفستر الثاني أول بابا كاثوليكي فرنسي عام 999م، إلى إسبانيا للتعرف على الثقافة الإسلامية، حيث رحجت بعض الأقاويل أنه درس في جامعة القرويين العريقة في فاس بالمغرب.
في المقابل شكلت توسعات الدولة المرابطية من مدينة مراكش تهديدا جديدا لفرنسا خلال القرنين الحادي عشر والثاني عشر.

### قناصلة وأطباء (1577-1600)

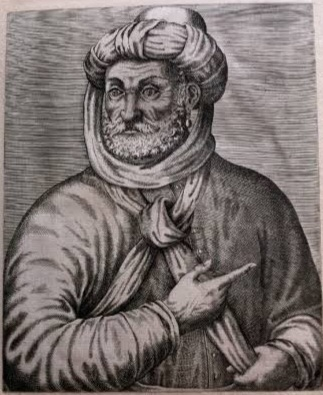
السلطان أحمد المنصور الذهبي (1549-1603) كان لديه الكثير من الأطباء الفرنسيين في بلاطه

في عام 1402، غادر المستكشف الفرنسي جان دي بيتنكور مدينة لا روشيل مبحرا على طول الساحل المغربي لغزو جزر الكناري.
في القرن السادس عشر، أتاح التحالف الفرنسي العثماني بين فرانسيس الأول وسليمان القانوني عدة اتصالات بين التجار الفرنسيين والبلدان الواقعة تحت النفوذ العثماني. حيث بعث ملك فرنسا فرانسيس الأول عام 1533 العقيد بيير دو بيتون سفيرا للمغرب. وقد رحب السلطان أحمد بن محمد من مدينة فاس في رسالة إلى فرانسيس الأول بتاريخ 13 أغسطس 1533، بالمبادرات الفرنسية ومنحها حرية التسليم وحماية التجار الفرنسيين.
بدأت فرنسا بإرسال السفن إلى المغرب عام 1555، في فترة حكم ملك فرنسا هنري الثاني، ابن فرانسوا الأول. ثم أنشأت فرنسا تحت حكم هنري الثالث، قنصلية في مدينة فاس بالمغرب في عام 1577، حيث كان غيوم بيرارد أول قنصل فرنسي، لتكون بذلك أول قنصلية أوروبية في المغرب. كان بيرارد طبيبا، تمكن من انقاذ حياة الأمير المغربي عبد الملك الأول السعدي خلال اصابت بوباء الطاعون في إسطنبول؛ وحين استولى على العرش، رغب عبد الملك الأول السعدي في الاحتفاظ ببيرارد في خدمته.
خلف بيرارد أرنولت دي ليسلي ثم إتيان هوبير في منصب مزدوج كطبيب وممثل فرنسا إلى جانب السلطان. حيث جرت هذه الاتصالات مع فرنسا خلال فترتي عبد الملك الأول السعدي وأحمد المنصور الذهبي. 
في نفس الآن، كانت إنجلترا تحاول ترسيخ علاقات إيجابية مع المغرب، حيث زار السفير الإنجليزي إدموند هوجان السلطان عبد الملك سنة 1577 أثمرت بعقد التحالف الأنجليزي المغربي.

### بعثات مغربية إلى فرنسا
البعثة المغربية الأولى إلى فرنسا كانت تلك لأحمد بن قاسم الحجري عام 1610-1611، الذي بعثه إلى أوروبا السلطان زيدان الناصر بن أحمد التماسا للانتصاف بشأن معاملة الموريسكيين ما بين محاكم التفتيش وطردهم من شبه الجزيرة الإيبيرية. ثم زار فرنسا أحمد الغزولي عام 1612-1613. ذهب أولا مع ناصر كارتا إلى هولندا واستغل عطلة برلمان هولندا ليزور فرنسا؛ في فرنسا، سعى إلى استرداد مكتبة السلطان زيدان الناصر بن أحمد السعدي المعروفة باسم الخزانة الزيدانية والتي تولّاها جان فيليب دو كاستلان (Jean Philippe de Castelane).

#### بعثات إسحاق دا رازيلي (1619-1631)

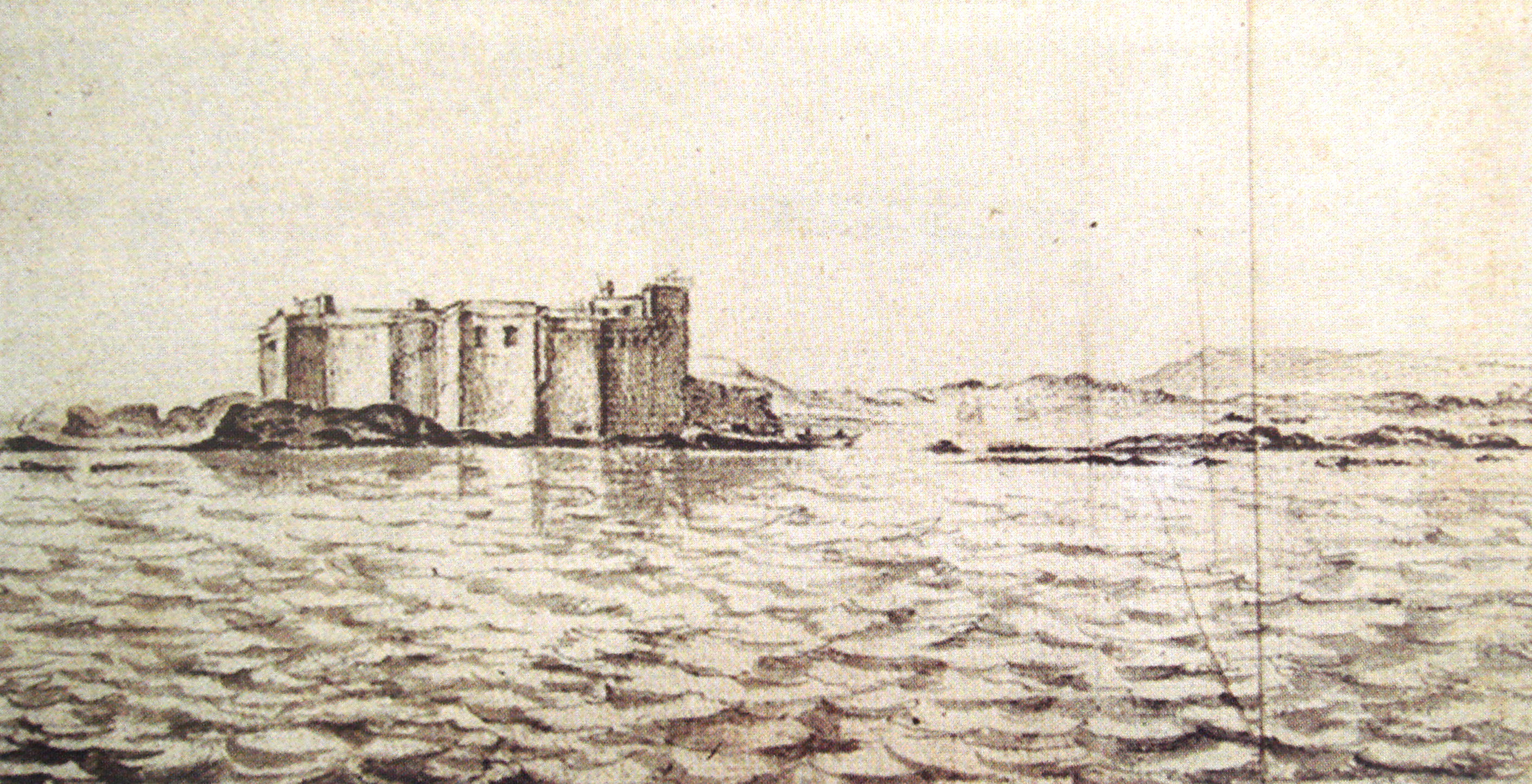
موغادور (الصويرة) استكشفها إسحاق دا رازيلي استطلاعا لإمكانية تأسيس مستوطن فرنسي هناك

قبل تعيينه سفيرا، سبق وأن أبحر إسحاق دا رازيلي (Isaac de Razilly) إلى المغرب مصحوبا برجل يدعى كلود دو ما (Claude du Mas) عام 1619 بأوامر من لويس الثالث عشر الذي كان ينظر في إمكانية مبادرة استعمارية في المغرب. استطاع إسحاق دا رازيلي استطلاع الساحل المغربي لغاية موگادور (المعروفة اليوم بمدينة الصويرة). الاثنان عادا إلى فرنسا برفقة مندوب مغربي ألا وهو القائد سيدي فارس الذي رافقهما نية لاسترداد مخطوطات السلطان زيدان السعدي.
في عام 1624، عُيّن رازيلي مسؤولا على ميناء جمهورية قراصنة أبي رقراق أية جمهورية سلا في المغرب ليحل مسألة الخزانة الزيدانية مجددا. سجن وقيد بالسلاسل في سلا، ثم أطلقوا سراحه إلا أنه اضطر إلى ترك عددا من مسيحيي البعثة المعتقلين أسراء في سلا. رافق بعثة رازيلي الرهبان الكبوشيين الأوائل الذين استقروا في المغرب.
حينما ريشيليو وپاغ جوساف (Père Joseph) كانا يحاولان أن يصيغا سياسة استعمارية، نصحهما باحتلال موگادور عام 1626، بهدف تأسيس قاعدة ضد سلطان مراكش وخنق ميناء آسفي. انطلق تجاه سلا يوم 20 يوليو 1626 مع أسطول يتكون من سفن ليكوغن (Licorne)  وسانلوي (Sain-Louis) وگغيفون (Griffon) وكاتغين (Catherine) وأمبوغگ (Hambourg) وسانتآن (Sainte-Anne) وسانجان (Saint-Jean). قصف مدينة سلا ودمر ثلاث سفن سلاوية. ثم أرسل سفينة گغيفون إلى جزيرة موگادور بقيادة تغالبوا (Treillebois). رأى رجال رازيلي قصر موگادور الملكي، والسفينة وصلت إلى يابسة جزيرة موگادور ونزل منها مائة رجلا بالخشب واللوازم بأوامر ريشيليو. ولكن المستعمرين عادوا بعد عدة أيام إلى السفينة عودة للأسطول في سلا.
عام 1630، قايض رازيلي من أجل شراء عبيدا فرنسيين من المغاربة. زار المغرب مرة أخرى عام 1631 وشارك في التفاوض قبل صفقة الاتفاقية المغربية - الفرنسية من عام 1631 بمساعدة أحفاد السفير المغربي اليهودي صامويل آل بالاش. كانت الاتفاقية تضمن لفرنسا معاملة تفضيلية تعرف باسم قانون الحصانة القضائية: التعريفات التفضيلية وتأسيس قنصلة وحرية الدين لرعايا المملكة الفرنسية.

## تحالفات

### أول بعثات

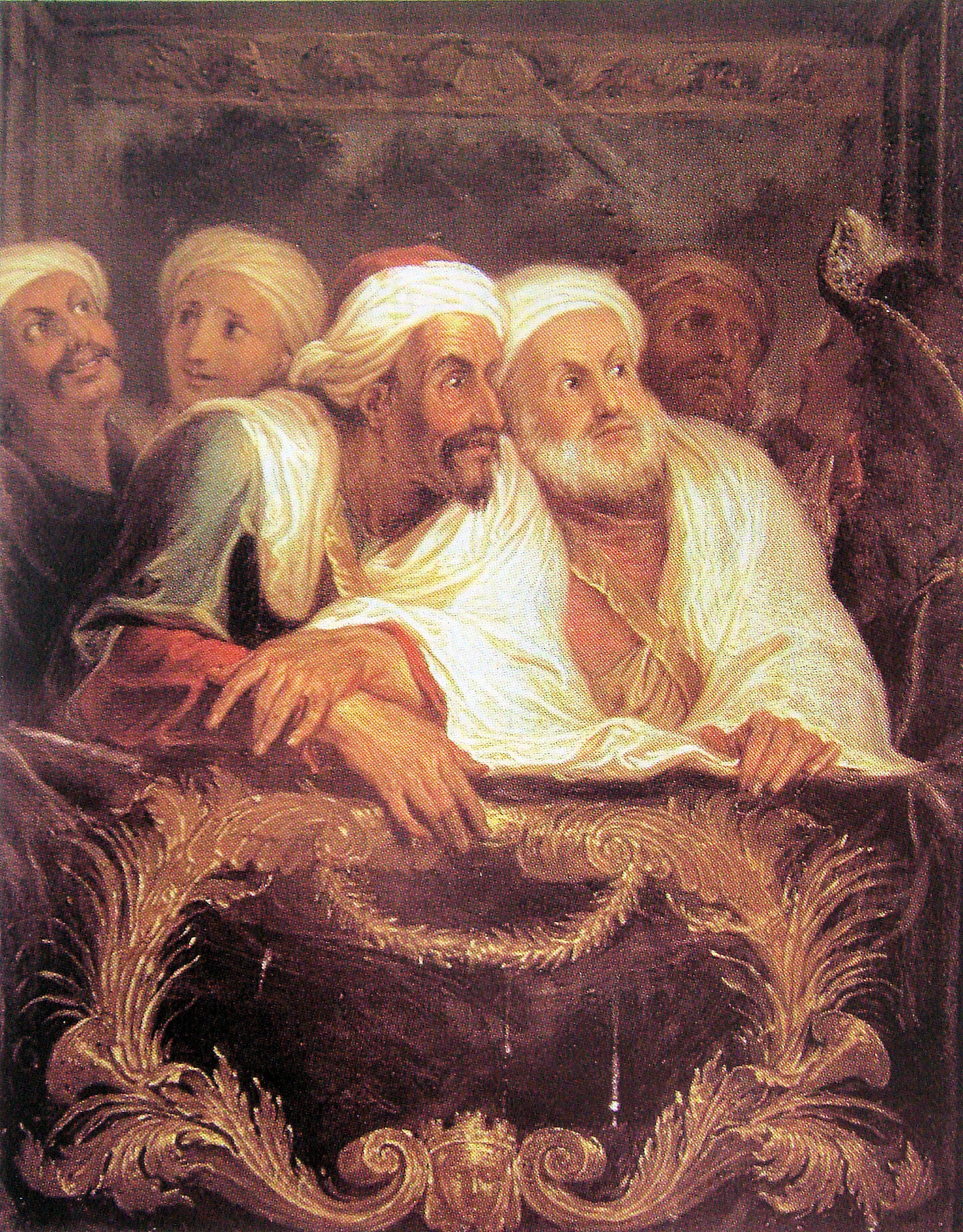
محمد تميم سفير المغرب، في المسرح الإيطالي (1682) للفنان أنطوان كويبال (1661-1722) فرساي

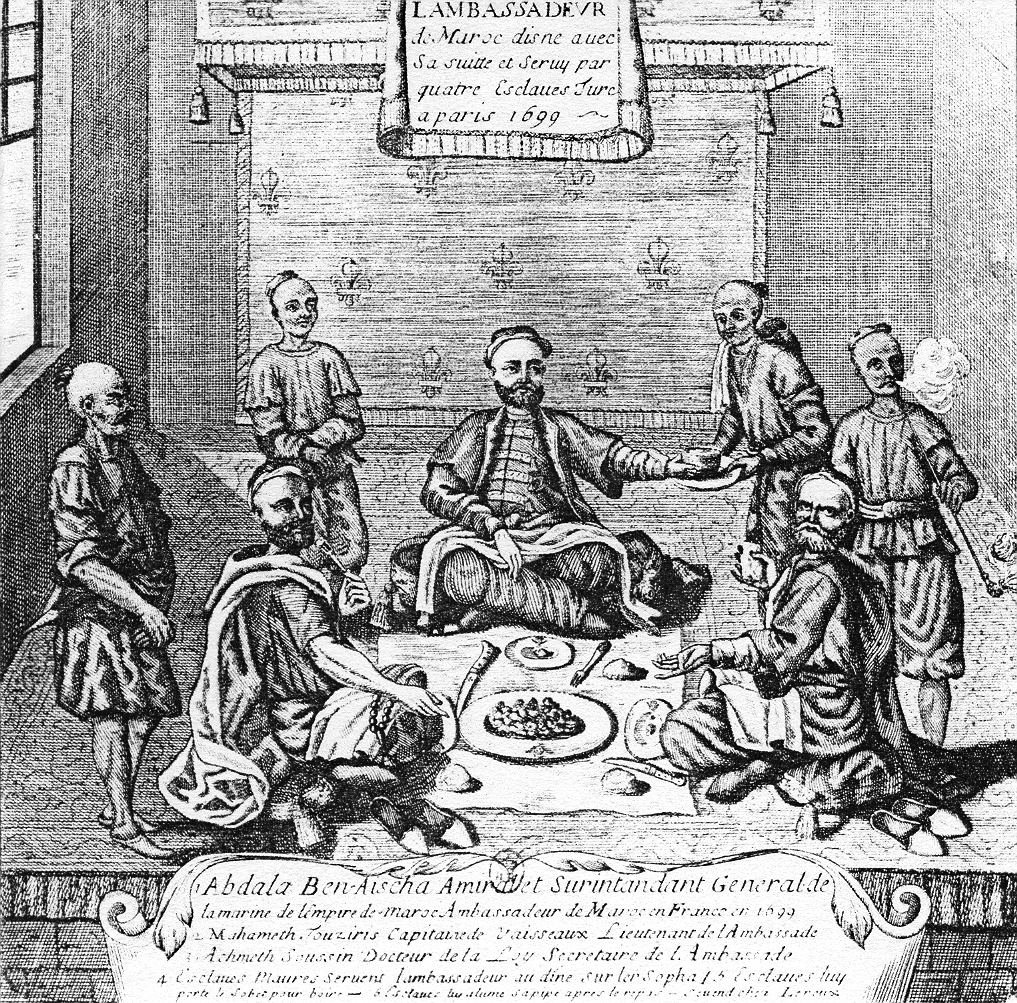
سفير المغرب عبد الله بن عائشة في باريس عام 1699

ابتداء من القرن السابع عشر، السلطان إسماعيل بن الشريف، والذي كان يبحث عن حلفاء ضد إسبانيا، كانت له علاقات جيدة جدا مع لويس الرابع عشر. أرسل السلطان سفيرا اسمه محمد تميم «للملك الشمس» عام 1682. وكان هناك تعاون
في مجالات عديدة. درب الضباط الفرنسيون الجيش المغربي وقدموا للمغاربة مشورات في ما يخص الأشغال العامة. عُين قناصل فرنسيون في المغرب، مثل جون باتيست أستال. القنصول الفرنسي فغانسوا بيدو دا سان ألون، الذي أرسله لويس الرابع عشر، زار السلطان إسماعيل عام 1693. سفير المغرب عبد الله بن عائشة زار باريس عام 1699 كذلك.

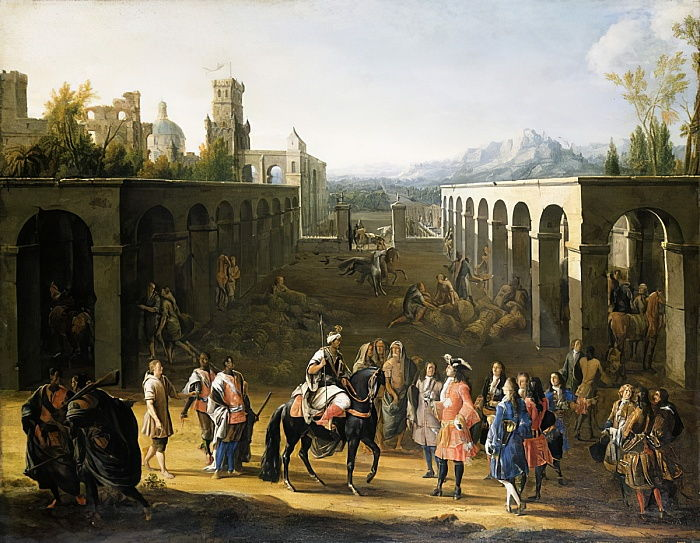
إسماعيل بن شريف يستقبل السفير فغونسوا پيدو دو سانتولون من لويس الرابع عشر ملك فرنسا
للفنان پياغ دوني ماغتا (1693).

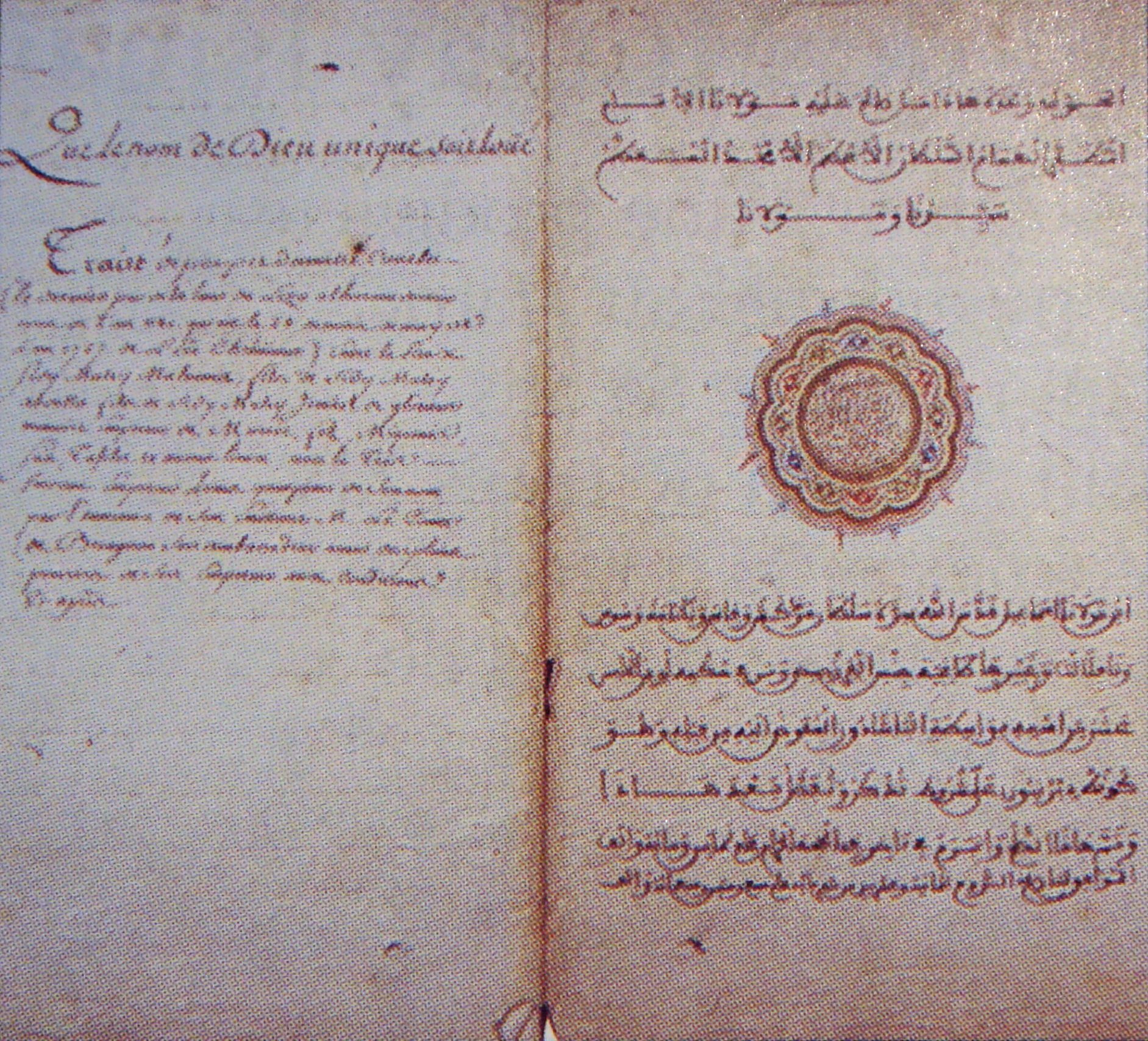
اتفاقية تجارية عقده محمد الثالث بن عبد الله مع فرنسا عام 1767

### تعاون
بعد نهاية حرب السنوات السبع، وجهت فرنسا اهتمامها نحو القراصنة المسلمين وخصيصا المغاربة منهم، الذين استغلوا الصراع لمهاجمة الشحن البحري الغربي. فشل الأسطول الفرنسي في معركة العرائش عام 1765.
بعض الاتصالات بقيت خلال القرن الثامن عشر، فمثلا المهندس الفرنسي تايودوغ كوغنو Théodore Cornut صمم مرفأ جديدا لمدينة الصويرة للسلطان محمد الثالث بن عبد الله عام 1760. وفي 1767، عقدت فرنسا اتفاقية مع المغرب أتاحت لها الحماية القنصولية والسفارية. هذه الاتفاقية كانت ستصير نموذجا للقوى الأوروبية الأخرى في السنوات التالية.
في 1777، أرسل السلطان محمد بن عبد الله بعثة إلى لويس السادس عشر يترأسها الطاهر عبد الحق فنيش والحاج عبد الله. أحضرت البعثة عشرين عبدا فرنسيا كان قراصنة سلا قد اختطفوهم، في بروفنس، كهدية للملك الفرنسي، بالإضافة إلى ستة أحصنة جميلة. وبقى السفيران المغربيان في فرنسا لمدة ستة أشهر.
أرسل السلطان محمد بن عبد الله بعثة أخرى لفرنسا عام 1781، ولكنها لم يعترف بها لويس السادس عشر بذريعة أن رسالة السلطان كانت موجهة إلى "au plus grand des Français" أي «أكبر الفرنسيين» ولم يعتبره الملك الفرنسي اللفظ الصحيح فرفض اللقاء. ردا على ذلك، السلطان المغربي طرد القنصل الفرنسي لوي شانياي Louis Chénier من المغرب، وسبق أن كانا على علاقة سيئة أصلا.

### السلطان سليمان بن محمد والإمبراطور نابليون الأول
في 1880، كان المغرب البلد الوحيد في شمال أفريقيا الذي لم يخضع للإمبراطورية العثمانية، إلا أنه كان هدفا لشهوة القوى الأوروبية التي كانت تحلم كل منها بالاستيلاء عليها. وقد برهنت فرنسا على وجه الخصوص رغبتها العميقة في السيطرة على المملكة الشريفة.

## العصر الصناعي

### الحرب المغربية الفرنسية الأولى
عقب فترات الثورة الفرنسية والحروب النابليونية الصعبة على فرنسا، فظهر اهتمامها في المغرب مجددا في عقد 1830، كتمديد محتمل لمشروعها الاستعمارية في المغرب الكبير، بعد ابتلاع الجزائر وتونس. وقعت الحرب المغربية الفرنسية الأولى عام 1844، نتيجة لولاء المغرب للأمير عبد القادر الجزائري ضد فرنسا. بعد الكثير من المواجهات على الحدود بين الجزائر والمغرب، وبسبب إباء المغرب أن يتخلى عن دعمه للجزائر، وقعت معارك بين فرنسا والمغرب خرجت فرنسا منها منتصرة، وهي قصف طنجة (6 أغسطس 1844) ثم معركة إسلي (14 أغسطس 1844) ثم قصف الصويرة (15-17 أغسطس 1844). الحرب انتهت رسميا يوم 10 سبتمبر 1844 بمعاهدة طنجة التي أجبرت المغرب على إلقاء القبض على الأمير عبد القادر وتجريمه، وخفض جيشه وترساناته بمدينة وجدة، وتشكيل لجنة لرسم الحدود مع الجزائر. تلك الحدود، التي هي تقريبا نفس الحدود بين المغرب والجزائر الآن، اتفق عليها في معاهدة للا مغنية.

### الحرب المغربية الفرنسية الثانية
اعترف المملكة المتحدة بمنطقة نفوذ فرنسا واستئثارها في المغرب في الاتفاق الودي من 1904. هذا أثار ردا من ألمانيا، الأمر الذي تسبب في أزمة 1905-1906 وصولح في مؤتمر الجزيرة الخضراء سنة 1906، مما أسفر عن إضفاء الطابع الرسمي على «امتياز» فرنسا في المغرب وكلف فرنسا وإسبانيا بالمسؤولية بشكل مشترك عن «حراسة» المغرب. الأزمة المغربية الثانية، التي أثارتها برلين، تسببت في زيادة التوتر بين القوى العظيمة، ومعاهدة فاس (عقدت 30 مارس 1912) جعلت المغرب مستعمرة (حماية) فنرسية. من منطلق قانوني تحديدا، لم تزيل المعاهدة حالة المغرب دولة ذات سيادة.
في أواخر عام 1955، فاوض السلطان محمد الخامس على استعادة اتسقلال المغرب التدريجية في إطار اعتماد متبادل بين المغرب وفرنسا.

## الراهن

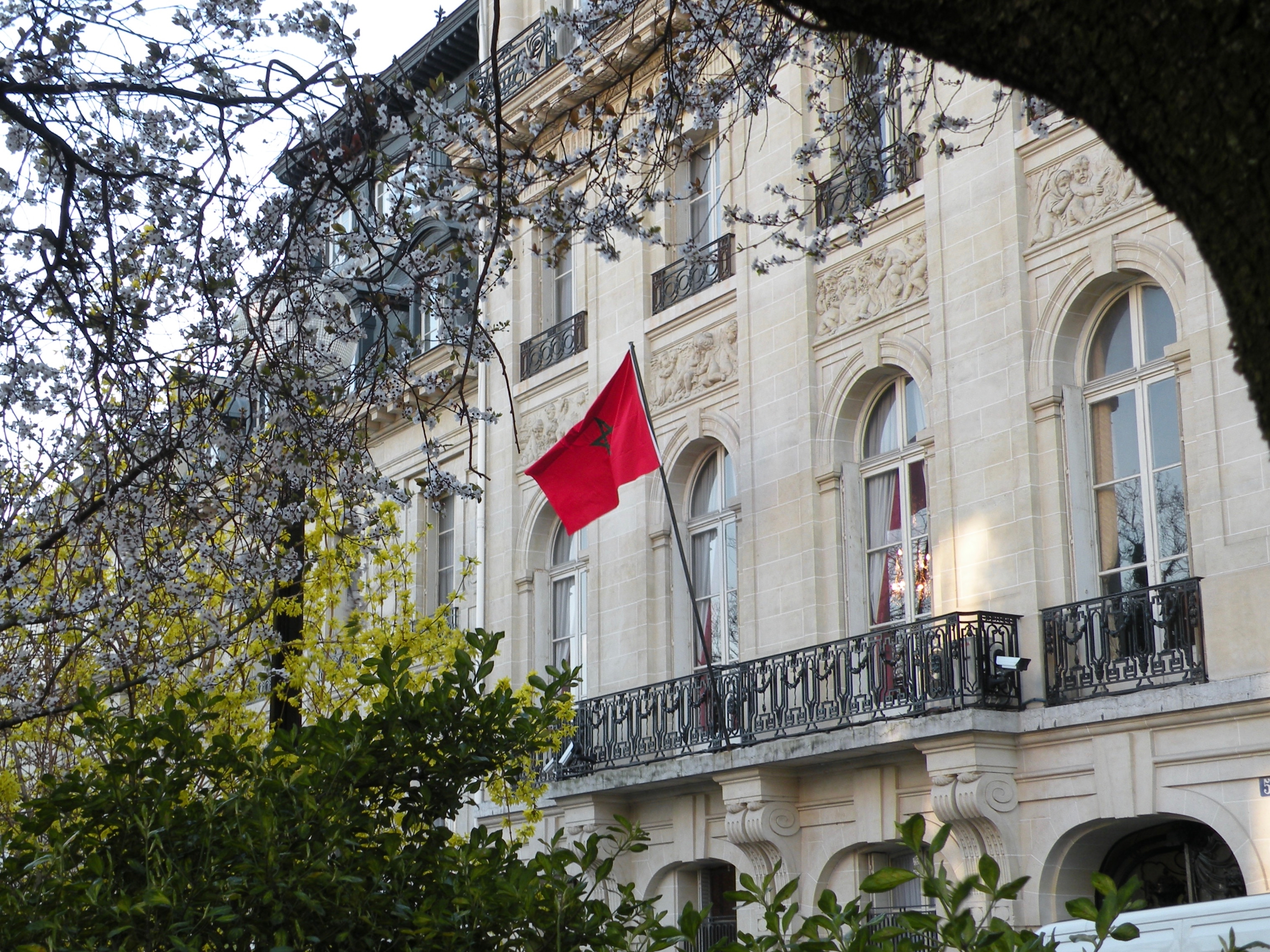
السفارة المغربية في باريس

وصفت العلاقات بين فرنسا والمغرب حاليا بأنها علاقات استعمارية جديدة. يندرج المغرب بوصفه مستعمرة سابقة لفرنسا ناطقة باللغة الفرنسية في إطار إفريقيا الفرنسية أي فغونسافخيك، مصطلح يشير إلى علاقات بين فرنسا ومستعمراتها السابقة في إفريقيا كثيرا ما تكون علاقات استعمارية جديدة. والعلاقات بين الجمهورية الفرنسية والمملكة المغربية في توجد في حقول التجارة والاستثمار والبنية التحتية والتعليم والسياحة. يوم 19 يناير 2019، اتهم نائب رئيس مجلس النواب الإيطالي لويجي دي مايو فرنسا بأنها تخلق الفقر في إفريقيا وتذكي أزمة المهاجرين إلى أوروبا قائلا:
«لو لم يكن لفرنسا مستعمرات أفريقية -وهذه هي التسمية الصحيحة-لكانت الدولة الاقتصادية الـ15 في العالم، بينما هي بين الأوائل بسبب ما تفعله في أفريقيا»

### اقتصاد
يعد المغرب المتلقي الرئيسي للاستثمار الفرنسي في القارة الإفريقية، تظل فرنسا أكبر مستثمر أجنبي في المغرب وأكبر  شريك تجاري له وأكبر دائن له ولا نظير لها في هذه المجالات. والاستثمار الأجنبي المباشر من فرنسا موجود في كل قطاع من قطاعات الاقتصاد المغربي، فموجود في الخطوط الجوية الوطنية شركة الخطوط الملكية المغربية وفي شبكة السكك الحديدية الوطنية المكتب الوطني للسكك الحديدية. والمغاربة يستثمرون في فرنسا كذلك؛ مثلا، بالمغرب توجد أكثر من 750 شركة تابعة لشركات فرنسية، مثل أورانج وتوتال وليدك وتوظف 80,000 موظف.
وتستفيد فرنسا بوصفها شريك التجارة الرئيسي للمغرب من افتقار المملكة إلى احتياطات الطاقة والأمن الغذائي، الأمر الذي يخلق اعتمادا مستمرا على التجارة الخارجية وعجزا تجاريا دائما في المغرب. في 2008 عادلت قيمة الصادرات من المغرب 15 مليار دولار بينما بلغت قيمة الواردات 35 مليار دولار—من فرنسا بصورة رئيسية.

### تعليم
تتواجد مدارس «البعثة الفرنسية» (la mission française) في المغرب، وهي مدارس كل دروسها باللغة الفرنسية ولا تدرِّس اللغة العربية إلا كلغة أجنبية، ويرسل أعضاء النخبة المغربية أولادهم ليتعلموا فيها. هذه المدارس ترتقبها وكالة التعليم الفرنسي في الخارج وهي وكالة تديرها وزارة الخارجية الفرنسية. تقع هذه المدارس، مثل ثانوية ليوطي في الدار البيضاء، في المدن الكبيرة في المغرب مثل الدار البيضاء والرباط وفاس ومراكش ووجدة ومكناس. وإضافة إلى ذلك، يمثل الطلاب المغاربة أكبر فئة — 11.7٪ — من كل الطلاب الأجانب الدارسين في فرنسا، وهؤلاء المغاربة الدارسين في فرنسا يمثلون 57.7٪ من كل الطلاب المغاربة الدارسين خارج المغرب، وفق تقرير من يونسكو من عام 2015.
نسبة المغاربة المتحدثين باللغة الفرنسية 35 في المائة وفق دراسة نشرت عام 2019، وهي نسبة أعلى مما في الجزائر (33%) وموريطانيا (13%).
و يقطن في فرنسا 1,514,000 مغربي، وبذلك فهي تشكل أكبر تجمع للمغاربة في الخارج. أعلن المعهد الوطني للإحصاء والدراسات الاقتصادية في فرنسا إن عدد حاملي الجنسية المغربية الساكنين في فرنسا اعتبارا من أكتوبر 2019 يبلغ 755,400 نسمة، ما يمثل 20% من كل المهاجرين المقيمين في فرنسا.

## شراكات ومواقف بين الدولتين
- لقاءات

في 26 فبراير 2024، حل وزير الخارجية الفرنسي ستيفان سيجورني، بالرباط، حيث استقبله وزير الشؤون الخارجية والتعاون الإفريقي والمغاربة المقيمين بالخارج ناصر بوريطة؛ من أجل زيارة عمل تباحث فيها الطرفان سبل تعزيز التعاون وتطوير الشراكة في مجموعة من المجالات الحيوية، وتكريسا لمبدأ الاحترام المتبادل، جدد وزير الخارجية الفرنسي؛ دعم باريس لمقترح الحكم الذاتي الذي يطرحه المغرب لحل النزاع حول الصحراء المغربية.
تزامنا مع عودة الدفء إلى العلاقات المغربية الفرنسية بعد زيارة وزير الخارجية الفرنسي إلى المغرب ولقائه مع نظيره بوريطة، كشف تقرير حديث الصدور مركزية قضية الصحراء المغربية ضمن “الخلاف” الذي وسم العلاقات بين باريس والرباط خلال الفترة الماضية، وتطلع المغاربة إلى موقف “أكثر تقدما”.
التقرير الذي نشرته منصة وورلد فيو أبرز أن “الخلاف المغربي الفرنسي كان ملحوظا خلال وقوع الزلزال بالمملكة، حيث قبلت المملكة المساعدات الحكومية من أربع دول: إسبانيا والمملكة المتحدة والإمارات العربية المتحدة وقطر، في حين غابت فرنسا عن القائمة، وهو إغفال ملحوظ بالنظر إلى تاريخ البلدين وموقعهما الجغرافي”.
وقالت الوثيقة ذاتها إن “الدولتين حافظتا على علاقات ودية حتى في الفترة التي تلت سنة 1956، أي بعد استقلال المغرب الذي كان تحت الحماية الفرنسية، في وقت تظل فيه فرنسا أحد الشركاء التجاريين الرئيسيين للمملكة”، لافتة إلى أن “المملكة بررت رفضها مساعدات أخرى في وقت الزلزال بمعايير فنية وجغرافية، وهو ما أثار حينها الكثير من التساؤلات وعلاقة قضية الصحراء بالأمر”.
وذكر تقرير وورلد فيو أن “نقطة التحسن بدأت مع الإعلان عن تعيين السفيرة المغربية لدى باريس في أكتوبر الماضي، تلاه لقاء بين السيدة الأولى للجمهورية، بريجيت ماكرون، بأفراد من العائلة الملكية المغربية نهاية فبراير المنصرم، قبل أن يحط وزير الخارجية الفرنسي الجديد، ستيفان سيجورني، الرحال بالمملكة في أول زيارة له إلى دولة مغاربية”.
وعلى هذا النحو، تساءل المصدر عينه عن “إمكانية الاعتراف الفرنسي مستقبلا بالسيادة المغربية على الأقاليم الجنوبية، في ظل تأكيد سيجورني إدراك الجمهورية أن هذه القضية تظل وجودية بالنسبة للرباط، فضلا عن تأكيده أن الوقت قد حان من أجل المضي قدمنا في الملف، في وقت قدمت فيه دول أخرى مواقف جد متقدمة في هذا الصدد”.
في 15 مارس 2024، أشاد المدير العام للشرطة الوطنية الفرنسية، فريديريك ڤو ( Frédéric Veaux)، في اتصال هاتفي أجراه مع نظيره عبد اللطيف الحموشي، المدير العام للأمن الوطني ولمراقبة التراب الوطني، بمستوى التعاون الثنائي المتميز الذي بلغته العلاقات بين المغرب وفرنسا في المجال الأمني. بعدما نجحت مصالح الأمن الوطني المغربية في اعتقال فيليكس بانكي، زعيم أحد فصائل المافيا الفرنسية، الذي يُصنَّف ضمن أخطر المطلوبين من طرف القضاء الفرنسي، لتورطه في ارتكاب والتحريض على ارتكاب العديد من جرائم تصفية الحسابات في إطار شبكات الاتجار غير المشروع بالمخدرات وغسيل الأموال المتأتية من أنشطة الجريمة المنظمة.
- سعي فرنسا إلى الاستثمار بالأقاليم المغربية الجنوبية

الزيارات المتتالية لوزراء فرنسا حملت حديثا عن سعي فرنسي إلى الاستثمار في الأقاليم الجنوبية، حيث جرت في 04 أبريل 2024 مباحثات بين وزير الصناعة والتجارة، رياض مزور، والوزير المنتدب المكلف بالتجارة الخارجية والجاذبية والفرنكوفونية والفرنسيين بالخارج، فرانك ريستر في سياق محادثات لتحليل العملية التجارية بالنسبة للمقاولين المغاربة والفرنسيين، وكذا تسهيل ولوج المنتجات المتبادلة أو الخاصة للبلدين إلى الأسواق الأوروبية والإفريقية والعالمية. حيث أكد فرانك ريستر، عن استعداد بلاده للاستثمار بالأقاليم المغربية الجنوبية، في خطوة عدها مراقبون بداية لتغيير باريس موقفها من قضية الصحراء.
وقد برزت مؤخرًا خطوة هامة في مسار العلاقات الثنائية بين المغرب وفرنسا، تمثلت في طلب فرنسا الاستفادة من خبرات المملكة المغربية في مجال تأمين التظاهرات الرياضية الكبرى، ويُعدّ هذا الطلب، حسب عدد من الخبراء، بمثابة شهادة دولية قيّمة تُقدّم للمغرب اعترافًا بإمكانياته وقدراته في مجال مكافحة الإرهاب والجريمة المنظمة، وتُدرك فرنسا تمامًا التحديات الأمنية التي تُواجهها الدول المُنظّمة للتظاهرات الرياضية الكبرى، خاصّةً مع ازدياد خطر الإرهاب والعنف الجماعي، ولذلك، فهي تسعى إلى الاستفادة من خبرات الدول التي أثبتت كفاءتها في هذا المجال.
في 30 يوليو 2024، قام الرئيس الفرنسي إيمانويل ماكرون بتوجيه رسالة إلى الملك محمد السادس يعلن فيها أن فرنسا تعترف بمخطط المغرب بخصوص الحكم الذاتي لمنطقة الصحراء الغربية في إطار السيادة المغربية كأساس وحيد لحل دائم للقضية، في تطور بالغ الدلالة والرمزية يتزامن مع احتفالات المملكة بالذكرى الخامسة والعشرين لعيد العرش. وحسب بلاغ للديوان الملكي المغربي، فإن الرئيس الفرنسي قد أكد على أن حاضر ومستقبل الصحراء الغربية يندرجان في إطار السيادة المغربية. وقد أكد في ذات الرسالة على ثبات الموقف الفرنسي حول هذه القضية المرتبطة بالأمن القومي للمملكة المغربية، وأن بلاده "تعتزم التحرك في انسجام مع هذا الموقف على المستويين الوطني والدولي.،،
وأرسلت باريس خلال الآونة الأخيرة عديد الإشارات على لسان مسؤوليها تفيد باعتزامها دعم مغربية الصحراء، وأدى العديد من الوزراء الفرنسيين خلال الفترة الأخيرة زيارات إلى الرباط توجت باتفاقيات لتعزيز التعاون في مختلف المجالات، بينما شكّلت نوايا الاستثمارات الفرنسية في الصحراء المغربية أكبر دليل على توجه باريس لمغادرة المنطقة الرمادية وإعلان دعمها الواضح والصريح لمبادرة الحكم الذاتي تحت سيادة المملكة التي تطرحها كحل وحيد لإنهاء النزاع المفتعل.
- أكتوبر 2024، أكدت السفارة الفرنسية في المغرب، ضمن بلاغ نشرته على صفحتها الرسمية على موقع “فيسبوك”، وصول الفرقاطة الشبح الفرنسية “أكونيت” إلى ميناء الدار البيضاء، وذلك في إطار المناورات السنوية “شيبيك 2024” التي تقام في الفترة الممتدة من 7 أكتوبر إلى 13 منه، بين البحرية الملكية المغربية ونظيرتها الفرنسية، انطلاقا من ميناء الدار البيضاء وصولا إلى قاعدة تولون جنوبي فرنسا. [47] [48] [49] [50]في هذا الإطار، أكد كريستوف لوكورتييه، سفير الجمهورية الفرنسية المعتمد لدى المملكة المغربية، الذي حضر حفل استقبال القوات الفرنسية والمغربية على متن الفرقاطة الشبح الفرنسية، أن المغرب وفرنسا “يحملان مجموعة من الهموم المشتركة، ويعملان معا على حماية المساحات البحرية الهائلة في كل من البحر الأبيض المتوسط والمحيط الأطلسي، من خلال تطوير التعاون التشغيلي بين قواتهما البحرية”. [47] [48] [49] [50]

## معرض صور

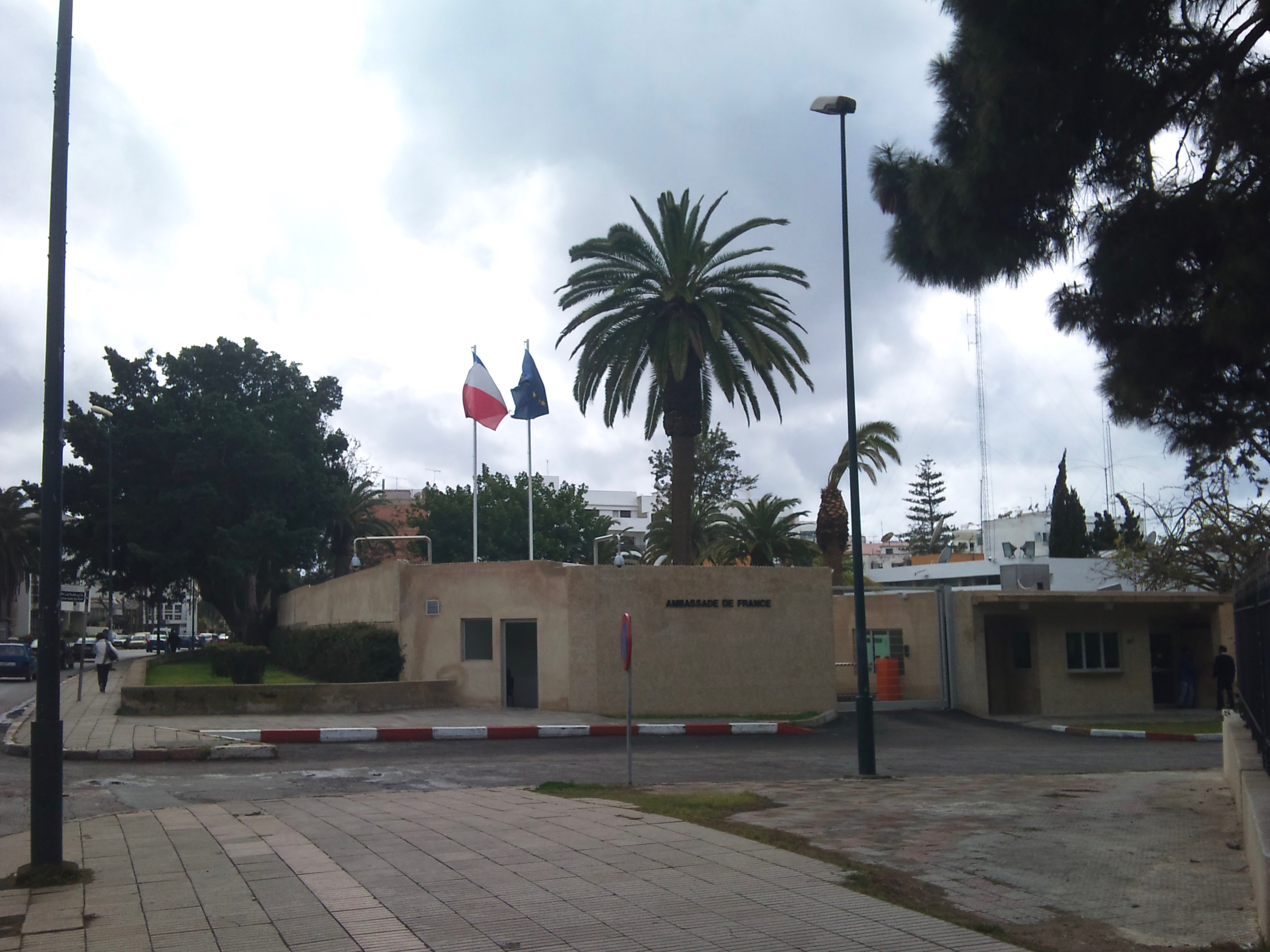
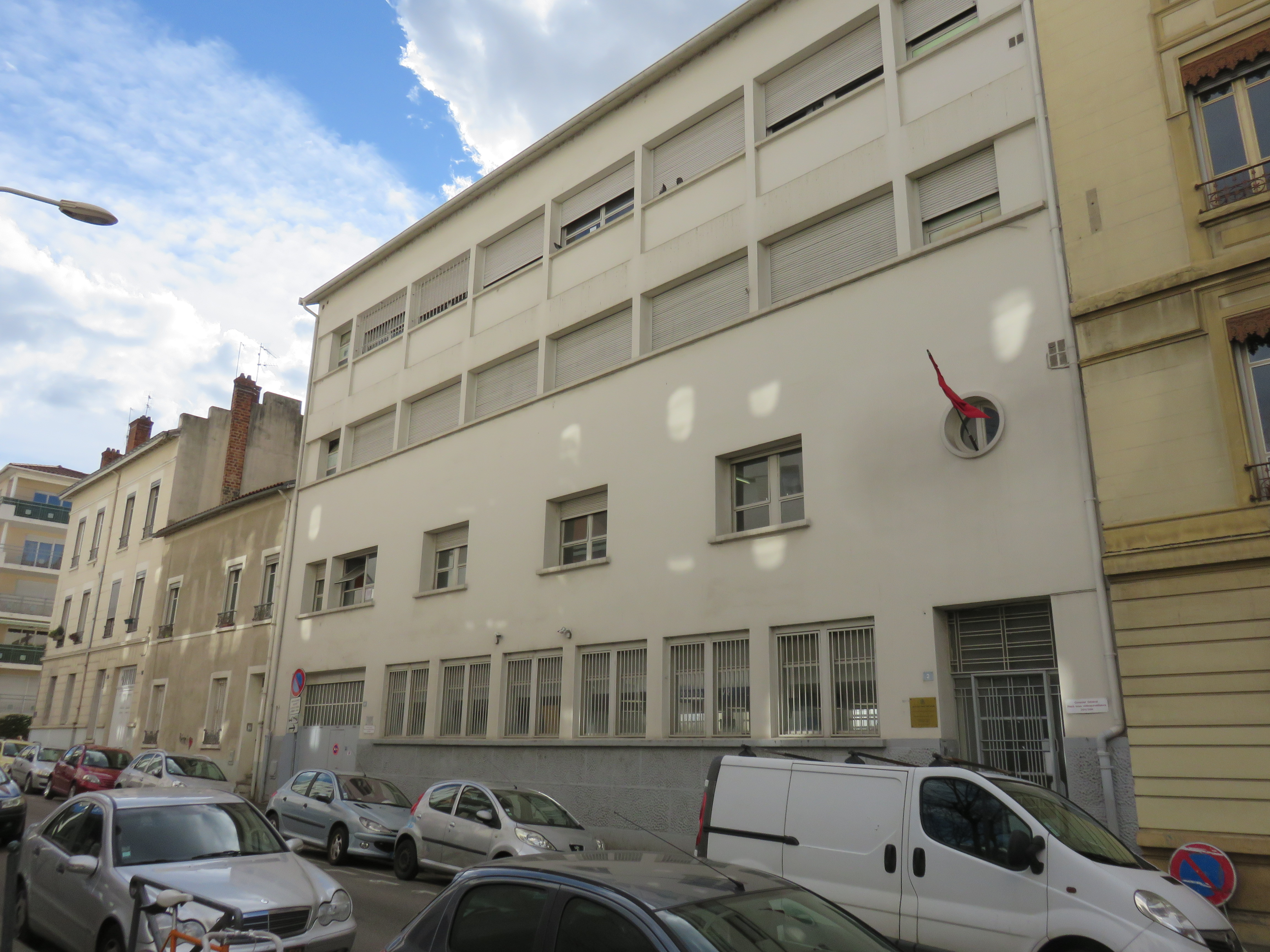
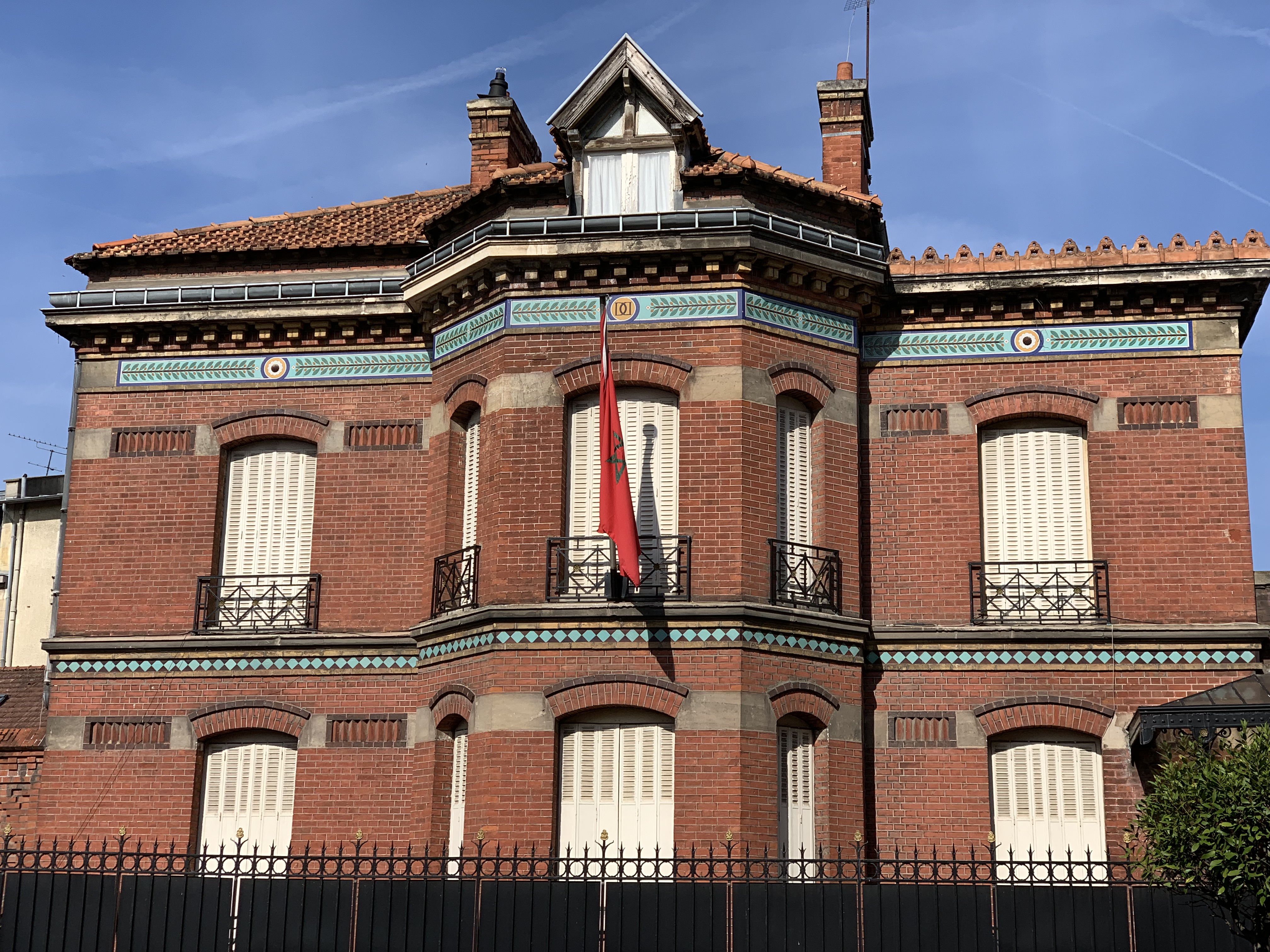
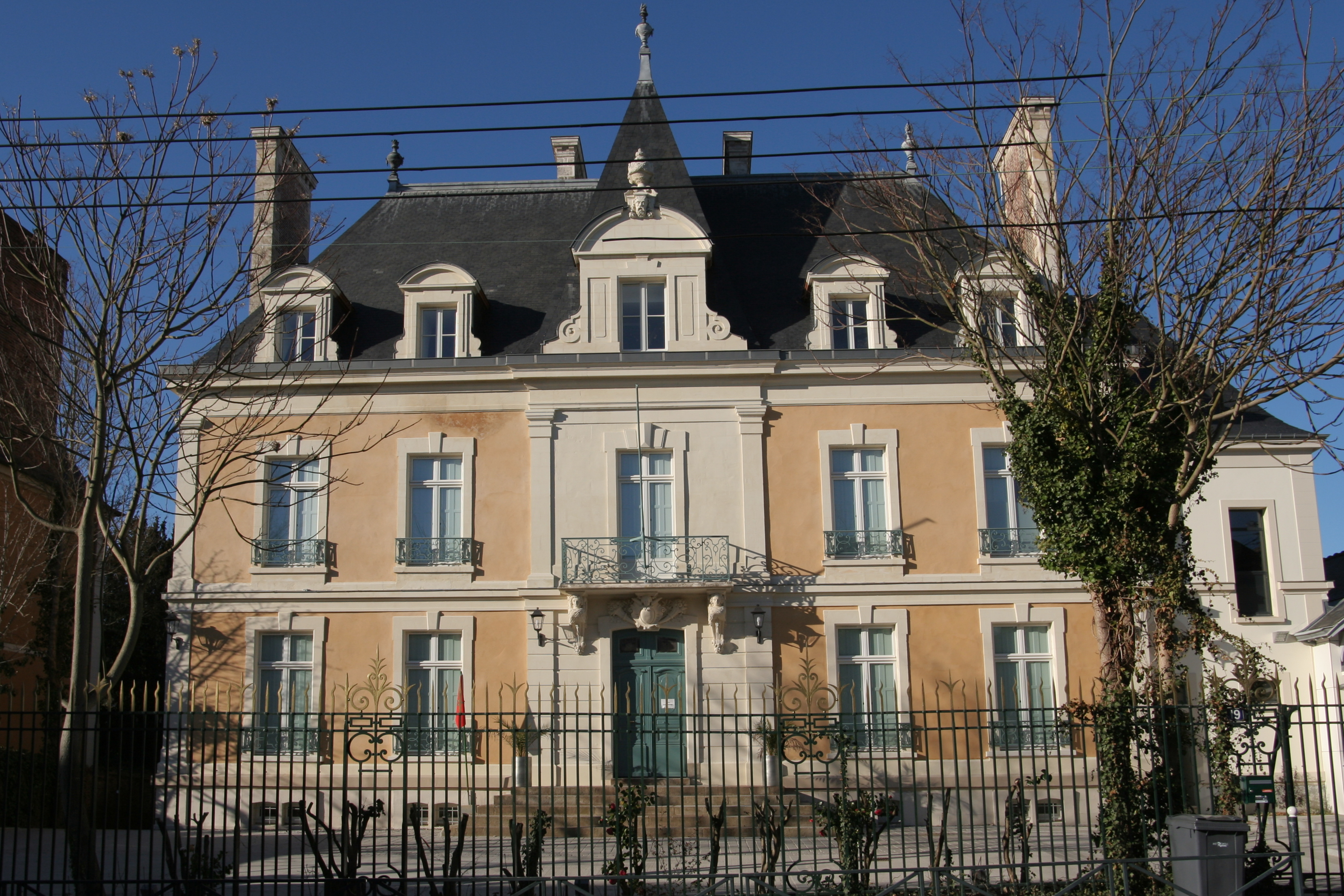